# Rudinelson Hardy
Rudinelson Hardy – kubański bokser, brązowy medalista mistrzostw świata w Budapeszcie.

## Kariera amatorska
W 1997 roku zdobył brązowy medal na mistrzostwach świata w Budapeszcie. W półfinale pokonał go Niemiec Falk Huste, który zdobył srebrny medal.